# Kaper (Bier)

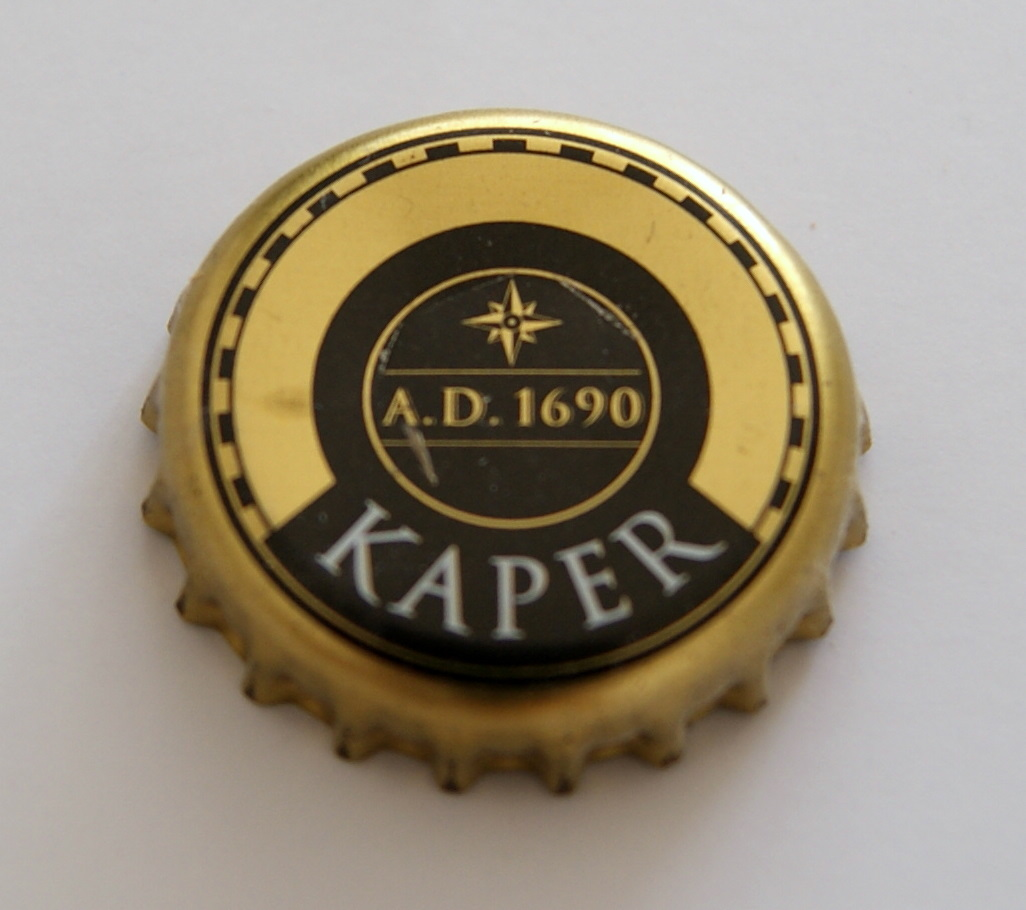
Flaschenverschluss

Kaper (zu deutsch etwa: Freibeuter) ist ein helles Bier aus Polen mit einem Alkoholgehalt von 8,7 % % Vol. Es wird in der Brauerei Elbrewery in Elbląg gebraut, die zur Grupa Żywiec gehört, die wiederum Teil des Heineken-Konzerns ist. Die Tradition des Bierbrauens in Elbląg stammt aus dem Mittelalter. Das Kaperbier wurde 1690 zum ersten Mal gebraut. Im Logo befindet sich ein Freibeutererschiff, das auf die Kapereiflotte von König Kasimir IV. Andreas aus dem Dreizehnjährigen Krieg im 15. Jahrhundert Bezug nimmt. Das Bier wurde zeitweise auch als Hevelius Kaper unter Bezugnahme auf den Danziger Astronom Johannes Hevelius vermarktet.